# 신성교통
신성교통은 경기도 파주시의 시내버스 회사이다. 한일운수, 기흥여객, 한국비알티자동차, 서울서부시외버스터미널, 문산시외버스터미널 등과는 방계회사로 있으며, 신인운수, 하성마을버스, 신성가스공업 등은 친인척 관계회사다.

## 역사

### 신성여객 시절
- 1996년 6월 29일: 서부여객 문산사업소에 있는 909번, 92번 등을 양수 하면서 신성교통 (경기법인)이라는 상호로 회사를 설립하였다.
- 2002년: 당시 서부여객을 흡수합병하였다.
- 2004년: 신성교통 서울법인이 방계회사로 서울특별시 주간선버스 업체인 한국비알티자동차에 주주로 참여하여 삼송동 본사를 같이 쓰게 되었으며 후에 최대주주가 되었다.
- 2004년 8월: 대성여객을 흡수합병하여 도시형버스 34번, 도시형버스 36번 (현 360번), 시외버스 37번(현 R3700번)등 인수하였다.
- 2006년 4월 7일: 교하 ~ 서울역 운행하는 신성교통 서울법인 소속 9704번 광역버스가 본회사인 2000번 직행좌석버스로 형간 전환됨과 동시에 교하 경유 운행한다.
- 2006년 7월 25일: 명성에서 운행하는 3번 도시형버스를 인수하였다. (일산 ~ 봉일천, 당시에는 폐선 직전이었음)
- 2007년 9월 1일: 명성 노선인 도시형버스 6번 대화역 ~ 금촌동 (현재 폐선), 도시형버스 55번 일산 ~ 불광동, 도시형버스 55-1번 일산 ~ 불광동 (현재 폐선), 도시형버스 55-2번 일산 ~ 불광동, 31번 (310번 현재 폐선) 일산신도시 ~ 김포국제공항 노선 인수운행
- 2008년 2월 18일: 신성교통 서울법인 소속 7731번 고양동 ~ 불광동 대체노선인 도시형버스 330번 신설운행개시 (단, 구파발역까지 운행)
- 2008년 3월 1일: 명성 일반좌석버스 33번 성석동 ~ 송정역 노선 인수 및 광탄 연장
- 2008년 3월 18일: 명성 도시형버스 5번, 명성 도시형버스 8번 노선 인수 운행개시
- 2008년 3월 31일: 명성 도시형버스 05번 고양동 ~ 문촌마을 , 명성 일반좌석버스 85번 고양동 ~ 송정역, 명성 도시형버스 85-1번 고양동 ~ 송정역 노선 인수 및 운행개시
- 2008년 7월 1일: 방계회사인 제일여객 소속 지선버스 7725번(송추 ~ 구파발역)이 폐선됨과 동시에 본 회사가 대체노선인 350번을 개통하여 기존 7725번의 일부구간을 변경하여 운행개시하였다.
- 2008년 12월 20일: 광역급행버스 8880번을 서울법인 소속 광역버스 9714번과 동시에 개통하여 공동배차로 운행개시
- 2009년 7월 16일: 고양시 직행좌석버스 (공항버스) 명성 3200번 인수 및 운행개시
- 2011년 5월 20일: 방계회사인 서울법인 소속 국토해양부의 광역급행버스 노선인 M7111번을 이관받아 하여 증차운행하기 시작했다.
- 2012년 10월 5일: 도시형버스 351번(광적~구파발역)을 350번에서 분리개통하였다.
- 2012년 11월 1일: 3000번(금촌~인천), 3700번(의정부~인천), 5000번(문산~부천), 5600번(문산~인천공항) 직행버스는 방계회사인 신성운수로 양도 운행과 동시에 본 회사는 시외버스, 공항버스 사업에서 철수하였다.
- 2013년 7월 31일: 도시형버스 05번, 55번, 85-1번, 330번, 850번, 일반좌석버스 85번 등을 방계회사인 신성운수에 매각하였다.
- 2013년 8월 1일: 도시형버스 34번, 360번을 방계회사인 신성운수에 매각하였다.
- 2013년 8월 10일: 일반좌석버스 773번, 직행좌석버스 9900번이 도시형버스 73번, 99번으로 각각 형간전환 되었다.
- 2013년 11월 1일: 도시형버스 73번, 76번을 방계회사인 신성운수에 매각하였다.
- 2013년 11월 13일: 77번은 가좌마을-대화역 무정차로 변경되고 77-1번이 신설되었다.
- 2013년 12월 1일: 51.94번 폐선
- 2013년 12월 23일: 국토교통부의 광역급행버스 노선인 M7426, M7625번이 신설된다.
- 2014년 1월 8일: 신성교통 경기법인에서 현재의 사명으로 변경
- 2014년 1월 10일: 교하차고지 이전 (교하동 548번지)
- 2014년 3월 8일: 적자 누적으로 인한 일부 노선[2]운행 중단
- 2014년 4월 1일: 직행좌석버스 3200번을 대원고속에 양도
- 2014년 5월 1일: 도시형버스 31번을 신일여객에 양도
- 2014년 5월 24일: M버스 M7426번, M7625번을 선진네트웍스 산하 파주시내버스 자회사인 파주여객에 양도
- 2014년 7월 28일: 적자 누적으로 인해 운행중단한 일부 노선 운행 재개 (50번, 52번, 9000번, M7426번, M7625번)
- 2015년 8월 1일: 도시형버스 92번을 신일여객에 양도하면서 공동배차 철수
- 2015년 9월 12일: 교하 ~ 일산복음병원까지 운행하는 50번 도시형버스가 이용승객 부족, 적자 감당불가로 인해 폐선
- 2015년 10월 12일: 한라비발디아파트정문 ~ 불광동까지 운행하는 100번 도시형버스가 한라비발디아파트에서 금촌까지 연장이 되었다.
- 2015년 11월 1일: 문산 ~ 서울역까지 운행을 하는 9710번 광역버스가 신일여객으로 양도되었다.
- 2015년 11월 14일: 금촌-송정역까지 운행하는 33번 도시형버스가 이용승객 부족, 적자 감당불가로 인해 휴지
- 2015년 11월 14일: 교하-서울역 직행좌석버스 7111번이 신설되었다.
- 2015년 8월 1일: 따복버스 77번 운행 개시
- 2015년 11월 1일: 직행좌석버스 9710번을 신일여객에 양도
- 2016년 1월 1일: 시내버스 37번.93번.95번을 신일여객에 양도
- 2016년 6월 16일: 시내버스 05번, 550번을 신성운수에서 재이관 받았다.
- 2016년 9월 5일: 시내버스 05번, 550번 수요 부족으로 폐선
- 2017년: 본사를 경기도 파주시 교하로 1358 (교하동)으로 이전.
- 2017년 2월 17일: 직행좌석버스 2000번을 선진버스에 양도
- 2017년 4월 30일：신성교통 서울법인을 성남시 마을버스 업체 서현교통(현 성남교통)에서 서울특별시 시내버스 운송업 진출을 위해 계열사로 신설한 서울운수로 넘겼다. 이에 따라 서울 시내버스 운송사업에서 철수했다.
- 2017년 6월 1일: 시내버스 100번, 333번을 서현운수로 양도
- 2017년 10월 14일: 주말에만 운행하는 직행좌석버스 7700번 신설
- 2017년 10월 16일: 문산시외버스터미널 철거
- 2017년 12월 28일: 시내버스 99번을 서울여객으로 양도, 계열사인 신성교통으로 모든 노선 양도. 99번은 2018년 3월 말 799번으로 노선 번호 변경.

### 신성교통
- 2017년 3월 2일: 유앤아이라는 사명으로 신설, 신성여객으로부터 M7111번 양수.
- 2017년 6월 1일: 과거 서울 시내버스를 운영했던 신성교통 법인에 유앤아이의 모든 자산을 이관.[3]
- 2017년 12월 28일: 신성여객의 따복버스를 제외한 모든 노선을 양수.
- 2019년 9월 20일: 서울특별시 은평구 진관동에 진관지점 설치.
- 2020년 4월 1일: 직행좌석버스 3100번(운정신도시 - 홍대입구역) 신설
- 2021년 6월 15일: 경영난으로 아동동차고지 폐쇄(이후 매각), 이후 교하동차고지 또는 맥금동차고지로 기점을 이전하게 된다.
- 2021년 12월 1일: 567번을 금촌에서 맥금동차고지로 연장[4]
- 2024년 7월 1일: 계열사 제일여객을 한남여객운수에 매각함
- 2024년 12월 1일: 80번, 150번, 567번, 900번 노선은 서울여객으로 이관되고 9번 노선은 기흥여객으로 이관
- 2025년 1월 1일: 7300번, 7500번, 7700번은 폐선 및 2200번, 9030번 노선은 파주여객으로 이관
- 2025년 3월 1일: 계열사 한일운수 전 노선을 하이상운으로 이관
- 2025년 4월 1일: 3100번, 3100N번 노선은 파주여객으로 이관

## 운행 노선
| 보유 노선수 | 보유 노선수 | 보유 노선수 | 보유 노선수 | 보유 노선수 | 등록 대수 | 등록 대수 | 등록 대수 | 등록 대수 | 등록 대수 |
| ----------- | ----------- | ----------- | ----------- | ----------- | --------- | --------- | --------- | --------- | --------- |
| 노선 합계   | 광역급행    | 직행좌석    | 일반좌석    | 시내일반    | 대수 합계 | 광역급행  | 직행좌석  | 일반좌석  | 시내일반  |
| 신성교통    | 1           | 2           | -           | 7           | 151       | 19        | 62        | -         | 68        |
| 신성여객    | -           | -           | -           | 6           | 8         | -         | -         | -         | 8         |

#### 도시형버스
- ● 3번 (맥금동사업소): 맥금동 - 대방A - - 문산제일고 - 금촌체육공원 - 금촌사거리 - 파주시청 - 파주스타디움 - 조리읍 주민센터 - 봉일천시장, 시내 - 한라 비발디 A - 박애원 - 운정역 - 상지석동 - 성석동 - 중산지구 - 일산터미널 - 일산시장 - 일산 신원 A
- ● 70번 (교하사업소): 교하동 - 오도동 - 교하택지지구 - 삽다리 - 덕이동 - 하나로마트 - 대화역 - 주엽역 - 강선마을 - 일산국제컨벤션고교 - 산들대림A - 중산지구 - 중산고교 (구.700번)
- ● 70-1번 (교하사업소): 교하동 - 오도동 - 운정신도시 - 덕이초등학교 - 덕이동 - 농수산물센터 - 대화역 (2022년 11월 7일 신설)
- ● 90번 (맥금동사업소): 맥금동 - 대방A - 금촌역 - 금촌택지지구 - 봉일천시장 - 동문그린시티 - 박애원 - 장고개 - 우리동네 - 청석궁, 성석동감내 - 상감천마을, 윗감내 - 중산지구 - 산들마을 대림APT, 롯데슈퍼 - 신일중학교 - 일산국제컨벤션고등학교 - 발산중학교 - 일산동부경찰서 - 일산동구청 - 마두역 - 백석역
- ● 600번 (갈곡리사업소): 법원읍(갈곡리) - 법원사거리 - 연풍리 - 세경고등학교 - 파주읍 - 파주역 - 월롱역 - 금촌역 - 금촌택지지구 - 운정신도시 - 덕이동 - 대화역 - 주엽역 - 강선마을

### 맞춤형버스
2015년 8월 14일 운행을 개시하였다.
| 노선 번호               | 과거사용 번호 | 운행구간 | 운행구간 | 운행구간     | 경유지 | 운행 대수 | 운행 횟수 | 배차 간격 | 비고                  |
| ----------------------- | ------------- | -------- | -------- | ------------ | --- | --------- | --------- | --------- | --------------------- |
| 77-1 따복               | 77-A          | 금촌농협 | ↔        | 송촌동       | 금촌역, 금촌지구, 하지석동, 연다산동 | 1대       | 12회      | 130분     | 평일·주말·공휴일 노선 |
| 77-2 따복               | 77-B          | 금촌농협 | ↔        | 송촌동       | 금촌역, 금촌지구, 교하동 행정복지센터, 연다산동 | 1대       | 14회      | 90분      | 평일·주말 노선        |
| 77-3 따복               | 77-C          | 송촌동   | ↔        | 파주출판단지 | 신촌동, 문발공단, 문발동, 롯데프리미엄아울렛 | 1대       | 14회      | 60분      | 공휴일 노선           |
| 75,75-1.-2 구.77-4 따복 | 77-D          | 금촌농협 | ↔        | 성동리       | 금촌역, 금촌로터리, 문산제일고등학교, 〈갈현삼거리, 탄현면행정복지센터, 금산삼거리, 만우리, 대동리, 성동리, 헤이리, 파주영어마을, 유승앙브와즈, 통일동산, 파주프리미엄아울렛, 갈현삼거리〉편도 | 3대       | 14회      | 90분      | 평일·주말 노선        |
| 20 따복                 |               | 교하     | ↔        | 복음병원     | 연다산32통, 롯데프리미엄아울렛, 파주출판단지, 산남, 거그뫼, 구산동, 덕이동, 이마트 탄현점, 일산시장, 하늘마을                                                                                  | 3대       | 00회      | 0분       | 평일·주말 노선        |
| 20-1 따복               |               | 교하     | ↔        | 대화역       | 오도동, 연다산32통, 신촌동, 문발공단, 문발동, 삽다리 , 덕이동, 대화역 | 1대       | 0회       | 0분       | 평일·주말 노선        |

### 직행좌석버스
- ● G7111번 (교하사업소): 운정신도시 - 운정광역보건지소 - 지산중학교 - 해솔마을 6.7단지 - 한빛마을 1단지 - 새암공원 - <제2자유로, 수색로 ~ 성산로 무정차> - 연세대학교 - 이대후문 - 광화문역 - 삼성프라자 (시청역) - 숭례문 (2층버스 운행, 이 노선은 M7111번과 100% 중복되지만 입석승차를 할 수 있다.)

### 국토교통부의 광역급행버스
| 노선 번호 | 운행구간   | 운행구간 | 운행구간 | 경유지 | 비고                                                         |
| --------- | ---------- | -------- | -------- | --- | ------------------------------------------------------------ |
| M7111     | 교하차고지 | ↔        | 숭례문   | 운정신도시 - 운정광역보건지소 - 지산중학교 - 해솔마을 6.7단지 - 한빛마을 1단지 - 새암공원 - <제2자유로, 수색로 ~ 성산로 무정차> - 연세대학교 - 이대후문 - 광화문역 - 삼성프라자 (시청역) | 2017년 3월 2일부터 5월 31일까지 유앤아이가 운행하다가 재인수 |

## 폐선된 노선이거나 면허 이관된 노선
도시형버스
- ● 05번: 고양동 - 고양시장 - 벽제역 - 대자동 - 삼송지구 - 농협대학교 - 원흥동 - 원당전철역 - 신원당마을입구 - 고양시청입구 - 풍동지구 - 마두1동주민센터 - 일산병원 - 백석역 - 마두역 (2016년 9월 5일 폐선)
- ● 1번 (금촌동 - 문산타워, 구문산터미널) 도시형버스 ( ~ 2006년 2월 3일) (이후 1-1번 (現 034번) 마을버스로 형간전환, 한일운수로 양도운행.)
- ● 2번 (금촌동 - 대동리) 도시형버스 ( ~ 2006년 1월 31일, 이후 1-2번 (現 035번) 마을버스로 형간전환, 한일운수로 양도운행)
- ● 3번 (금촌동 - 성동리) 도시형버스 ( ~ 2006년 1월 31일, 이후 1-3번 (現 036번) 마을버스로 형간전환, 한일운수로 양도운행하다가 우리교통로 양도운행. 현재 존재중인 3번과는 무관)
- ● 5번 (금촌동 - 탄현) 도시형버스 ( ~ 2006년 1월 31일)
- ● 6번 (금촌동 - 대화역) 도시형버스 ( ~ 2008년 4월 11일, 이후 90번 도시형버스로 통합, 이 노선은 2007년 9월부터 명성에서 이관 받은 노선이다.)
- ● 7번 (금촌동 - 송촌동) 도시형버스 ( ~ 2006년 1월 31일, 이후 100-7번 (現 077번) 마을버스로 형간전환, 한일운수로 양도운행.)
- ● 8번 (금촌동 - 문발동) 도시형버스 ( ~ 2006년 1월 31일, 이후 100-8번 (現 078번) 마을버스로 형간전환, 한일운수로 양도운행)
- ● 9번: 맥금동 - 대방A - 문산제일고 - 순달교 - 금촌초등학교 - 금촌로타리 - 금촌역 - 팜스프링@ - 문산제일고등학교 - 하이마트 - 무덕골 - 희성전자 - 정다운마을 - LG 디스플레이 A Gate - LG 디스플레이 C Gate - 양지마을입구 (2024년 12월 1일 기흥여객 이관)
- ● 20번: 교하동 - 연다산32통 - 롯데프리미엄아울렛 - 파주출판단지 - 산남 - 거그뫼 - 구산동 - 덕이동 - 이마트 탄현점 - 일산시장 - 하늘마을 - 일산복음병원 (2016년 5월 9일 따복버스로 전환)
- ● 31번: 법원읍(갈곡리) - 법원사거리 - 대능리 - 연풍삼거리 - 방축리 - 광탄면 - 신산리 - 광탄삼거리 - 오산리 기도원 - 봉일천 - 내유동 - 관산동 - 삼송지구 - 구파발역 - 불광역 (2014년 5월 1일 신일여객으로 양도 후 불광동 ~ 광탄까지 단축운행)
- ● 33번: 금촌차고지 - 봉일천시장 - 청석궁, 성석동감내 - 상감천마을, 윗감내 - 탄현지구 - 일산시장 - 명성터미널 - 동문굿모닝힐, 산들마을5단지 - 신일초등학교 - 강선초등학교 - 강선마을 - 일산경찰서 - 일산동구청 - 마두역 - 능곡초등학교 - 능곡역 - 능곡전화국 - 행주대교 - 개화역 - 개화산역 - 김포국제공항 - 송정역 (구. 명성운수 33번 좌석버스)
- ● 34번: 불광역 - 연신내역 - 구파발역 - 은평뉴타운 - 북한산성입구 - 예비군 훈련장 - 송추 - 울대고개 - 가능3동 주민센터 - 의정부여자고등학교, 가능역 - 의정부버스터미널 - 금오중학교 (2013년 8월 1일 신성운수로 양도 후 2015년 7월 14일부터 명진여객으로 양도운행)
- ● 37번: 신산3리 - 광탄삼거리 - 광탄시장 - 마장교삼거리 - 화인하우스 - 기산리(신일여객으로 양도)
- ● 38번 (맥금동사업소): 맥금동 - 대방A - 팜스프링A - 금촌역 - 금촌택지지구 - 봉일천시장 - 내유동 - 벽제삼거리 - 관산동 - 고양동 - 장흥 - 송추 - 경민대학 - 가능역 - 의정부버스터미널 (구 340번, 현 평안운수 32번 폐선된 노선이 비슷하다.)
- ● 50번: 교하동 - 오도동 - 파주파비뇽아울렛 - 파주축협 - 서패리 - 삽다리 - 덕이동 - 이마트 탄현점 - 일산시장 - 일산복음병원 (구 5번, 2014년 운행 중지 이후 신일여객이 대체 운행하였으나 2015년 9월 12일 폐선)
- ● 51번: 교하동 - 운정신도시 - 운정역 - 일산가구공단 - 덕이동로데오 - 대화역 - 현대백화점 (구. 151번, 2013년 12월 1일부터 폐선)
- ● 52번: 운정신도시 - 상지석동 - 성석동 - 일산 사리현동 - 벽제교 - 관산동 (2015년 9월 12일부터 노선 단축, 2025년 3월 폐선)
- ● 55번: 대화역, 킨텍스 - 일신건영휴먼빌, 한뫼초등학교 - 일산시장 - 복음병원 - 하늘마을 2단지 - 성석동 - 고봉동 주민센터 - 사리현동 - 관산동 - 삼송동 - 구파발역 - 연신내역 - 불광역 (2013년 7월 31일 신성운수로 양도)
- ● 56번: 교하동 - 오도동 - 운정신도시 - 송산동 - 일산가구공단, 탄현큰마을입구 - 이마트 덕이점 - 성저초등학교 - 농수산물센터 - 예비군 훈련장 - 대화역 - 일산백병원 - 문촌마을 - 주엽역 - 강선마을 - 일산동부경찰서 - 정발산역, 일산동구청 - 마두역 - 호수마을 - 알미공원 - 백석역 - 백석동 - 대곡역 - 행주대교 - 개화역 - 김포국제공항 (2024년 9월 1일부로 휴업 중단)
- ● 60번 (금촌동 - 웅지세무대학 / 구 6번 도시형버스 (2005년 ~ 2008년 3월 9일)) 도시형버스 (2008년 3월 10일 ~ 2011년 7월 31일) (이후 025번 마을버스로 형간전환, 2011년 8월 1일부터 한일운수 양도 운행.)
- ● 73번: 교하동 - 운정신도시 - 이마트 덕이점 - 후곡 롯데 APT - 일산3동 주민센터 - 밤가시마을 - 국립암센터 - 저동고등학교 - 마두1동 주민센터 - 이마트 일산점, 금계초등학교 - 알미공원 - 백석역 - 백석동 - 대곡역 - 고양경찰서 - 행신초등학교 - 행신동 - 서정마을 - 한국항공대학교 - 덕은교 - 수색역 - 디지털미디어시티역 - 북가좌동삼거리 - 북가좌 요진 APT - 모래내시장, 가좌역 - 서대문우체국 - 연세대학교 - 신촌기차역 - 지하 신촌역 (구, 77-3번 좌석버스 → 773번 맥금동-파주시청 구간 단축 및 형간전환후 교하동-강선마을 노선변경) (2013년 11월 1일 신성운수로 양도)
- ● 76번: 교하동 - 운정신도시 - 덕이동 - 이마트 덕이점 - 일산3동 주민센터 - 밤가시마을 - 국립암센터 - 저동고등학교 - 마두1동 주민센터 - 백석역 - 백석동 - 대곡역 - 고양경찰서 - 행신초등학교 - 행신동 - 서정마을 - 한국항공대학교 - 덕은교 - 수색역 - 북가좌요진APT - 모래내시장, 가좌역 - 연희104고지앞, 구 성산회관 - 연세대학교 - 신촌기차역 (구 76번 일반좌석버스) (2013년 7월 31일 신성운수로 양도 후 폐선)
- ● 77번: 롯데프리미엄아울렛 - 파주출판단지 - 거그뫼 - 가좌마을 - 무정차 - 대화역- 백병원 - 일산3동 행정복지센터 - 밤가시마을 - 국립암센터 - 마두1동 주민센터 - 백석역 - 고양경찰서 - 행신초등학교 - 행신동 - 서정마을 - 항공대입구 - 수색교 - 수색역 - 디지털미디어시티역(가좌마을->고양종합운동장 무정차) (2014년 3월 8일 운행 중지) (구. 780번 파주출판단지 ~ 신촌전철역)
- ● 77-1번: 롯데 프리미엄아울렛 - 파주출판단지 - 산남동 - 거그뫼 - 가좌마을 - 농수산물센터 - 대화역 (운행 중지, 거그뫼 - 대화역 구간은 관산교통 059번이 대체운행중)
- ● 80번: 교하동 - 오도동 - 교하지구 - 운정신도시 - 일산가구공단, 탄현큰마을입구 - 이마트 덕이점 - 대화역 - 주엽역 - 강선마을 - 일산동부경찰서 - 일산동구청 - 마두역 - 백석역 (구. 8번) (2024년 12월 1일 서울여객 이관)
- ● 85-1번: 고양동 - 고양시장 - 대자동 - 관산동 - 테마동물원 쥬쥬 - 고양시청 - 덕양구청 - 능곡병원 - 행주산성 - 행주대교 - 개화역 - 개화산역 - 방화중학교 - 송정역 (2013년 7월 31일 신성운수로 양도)
- ● 91번: 농수산물센터 - 대화역 - 주엽역 - 일산3동주민센터 - 국립암센터 - 풍동 - 고양시청 - 원릉역 - 원당시장 - 원당역 (2013년 5월 16일~2013년 9월 27일)
- ● 92번: 적성버스터미널 - 마지리(자장리 경유(안내팻말 부착시 경유) - 식현리 - 금파리 - 장파리 - 선유리 - 문산타워, 구문산터미널 - 문산역 - 월롱역 - 파주여고 - 금촌역 - 파주시청 - 금촌택지지구 - 운정신도시 - 미래로 - 대화역 - 백병원 - 원마운트 - 강선마을(주엽역) <이 노선은 신일여객과 공동 배차 운행한다. 2015년 8월 1일 자로 신일여객에 노선 양도>
- ● 93번: 문산타워, 구문산터미널 - 여우고개 - 대덕골 - 운천역 - 통일대교 - 통일촌 - 도라산역 - 대성동마을 (일부 구간이 민통선 지역을 운행하므로 지정된 출입증이 필요함./출입증명이 없는 경우 통일대교 이후구간 이용불가)(신일여객으로 양도)
- ● 94번: (문산 - 마정) 도시형버스 ( ~ 2006년 2월) (이후 100-94번 (現 058번) 마을버스로 형간전환, 2006년 5월부터 한일운수 양도운행. 서부여객 출신 노선)
- ● 94번: 교하동 - 운정신도시 - 미래로 - 대화역 - 주엽역 - 일산3동행정복지센터 - 국립암센터 (현 058번 마을버스와 무관, 2013년 5월 16일~2013년 11월 30일)
- ● 95번: 문산타워, 구문산터미널 - 선유리 - 두포리 - 샘내 - 식현리 - 적성터미널 - 어유중학교 - 전곡시외버스터미널(신일여객으로 양도)
- ● 99번: 금촌차고지 - 금촌역 - 금촌택지지구 - 금릉역 - 봉일천시장 - 관산동 - 삼송역 - 구파발역 - 연신내역 - 불광역 - 녹번역 - 광화문역 - 시청역 - 숭례문 - 경찰청 (909번 & 9080번 직행좌석버스 통합 → 9900번 직행좌석버스. 2017년 12월 28일 서울여객으로 양도)
- ● 100번: 금촌차고지 - 금촌역 - 파주시청 - 장안흰돌아파트 - 봉일천시장 - 한라비발디아파트 - 능안리 - 대원리 - 동문그린시티아파트 - 설문동 - 지영동 - 내유동 - 가장동 - 관산동 - 대자동 - 삼송역 - 구파발역 - 연신내역 - 불광역 (2015년 10월 12일부터 금촌까지 연장, 2017년 6월 1일 서울여객으로 양도)
- ● 150번: 맥금동 - 팜스프링아파트 - 금촌역 - 교하파출소 - 운정신도시 - 삽다리 - 덕이동 - 대화역 - 문촌마을 - 주엽역 - 강선마을 - 일산동부경찰서 - 일산동구청 - 마두역 - 알미공원 - 흰돌마을 서안APT - 능곡역 - 행주대교 - 개화역 - 김포국제공항 (현 명성의 1500번 노선과 무관함, 구 1500번 통합된 노선) (2024년 12월 1일 서울여객 이관)
- ● 310번 (일산 - 알미공원 / 구 31번 일반좌석버스 ( ~ 2007년 9월) 도시형버스, 적자로 인해 송정역에서 알미공원으로 단축 그러나 수요부족으로 결국엔 운행중단 되면서 폐선됐다. (2007년 9월 7일 ~ 2008년 12월 25일) (이 노선은 2007년 9월부터 명성에서 이관 받은 노선이다.) <파주시 구간은 영업운행 하지 않음.>
- ● 330번: 고양동 - 고양시장 - 대자동 - 서울시립승화원 - 신원동 - 오금동 - 삼송역 - 구파발역 - 연신내역 - 불광역 (구 7731번 (서울 면허), 2013년 7월 31일 서울여객으로 양도)
- ● 333번: 금촌차고지 - 파주시청 - 금촌역 - 파주여자고등학교 - PX마을 - 오산리 기도원 - 광탄삼거리 - 보광사 - 고양동 - 고양시장 - 벽제역 - 서울시립승화원 - 삼송역 - 구파발역 (구. 33번 금촌~불광동, 2017년 6월 1일 서현운수로 양도)
- ● 350번: 석현삼거리(다래골) - 송암천문대 - 부곡리 - 장흥농협 - 일영역 - 삼하리 - 지축동 - 일영송추사거리 - 은평뉴타운 - 구파발역 (구 제일여객 7725번 대체, 2015년 11월 1일 폐선후 2016년 10월 10일부터 진명여객 19번 대체)
- ● 351번: 다래골 - 장흥농협 - 일영역 - 삼하리 - 지축동 - 일영송추사거리 - 은평뉴타운 - 구파발역 (2012년 10월 5일 신설, 2014년 7월 14일 광적-석현삼거리를 단축하여 350번과 동일 노선이 됨. 이후 폐선)
- ● 360번: 불광역 - 연신내역 - 구파발역- 일영송추사거리 - 지축동 - 삼하리 - 일영역 - 장흥농협 - 송추 - 울대고개 - 가능3동주민센터 - 의정부여자고등학교, 가능역 - 의정부버스터미널 - 금오중학교 (구 36번) (2013년 8월 1일 신성운수로 양도 후 2015년 7월 14일부터 명진여객으로 양도운행)
- ● 550번: 내유동 - 가장동 - 두포동 - 원당 - 고양시청 - 풍동 - 일산동구청 - 주엽역 - 일산서구청 - 대화역 (2016년 9월 5일 폐선)
- ● 567번: 맥금동 - 대방A - 팜스프링A - 금촌역 - 파주시청 - 이마트 파주점 - 운정신도시 - 탄현역 - 이마트 덕이점 - 일산시장 - 일산복음병원 - 고양시청 - 원당역 - 삼송역 - 구파발역 - 연신내역 - 불광역 - 한전서대문은평.북한산푸르지오 (구. 999번 좌석버스, 2022년 8월 29일부터 노선 단축) (2024년 12월 1일 서울여객 이관)
- ● 850번: 고양동 - 고양시장 - 대자동 - 서울시립승화원 - 성사고등학교 - 동양쇼핑 - 덕양구청 - 행신역 (2013년 7월 31일 서울여객으로 양도)
- ● 900번: 오두산 통일전망대(주차장) - 성동리 - 영어마을입구 - 유승앙브와즈A - 신세계사이먼아울렛 - 시그네틱스 - 맥금동 - 금촌역 - 금촌택지지구 - 운정신도시 - 덕이동 - 대화역 (2024년 12월 1일 서울여객 이관)
- ● 919번: 교하동 - 운정신도시 - 대화역 - 주엽역 - 국립암센터 - 풍동 - 고양시청 - 원릉역 - 원당시장 - 원당역(2013년 5월 16일부터 91번과 94번으로 각각 분리 운행하였으나, 분리된 노선 모두 그 해 폐선되었다.)
- ● 928번: 금촌동 - 교하읍 (2008년 11월 22일 ~ 2009년 7월 1일) (이후 운정역 ~ 교하로 단축과 28번으로 변경 운행하였음, 2009년 7월 1일부터 085번 마을버스로 형간전환, 한일운수로 양도운행)
- ● 1500번: 다율동 - 김포국제공항 / 구 150-1번 도시형버스 (2005년 12월 26일 ~ 2005년 12월 30일)) 도시형버스 (2005년 12월 31일 ~ 2007년 10월 13일) (이후 150번 도시형버스로 통합) (2011년 3월 18일부터 운행하는 명성의 직행좌석버스 1500번 교하 ~ 일산신도시 ~ 영등포역) 노선과는 무관함)

일반좌석버스
- ● 85번: 고양동 - 고양시장 - 관산동 - 삼릉역 - 테마동물원 쥬쥬 - 원당등기소 - 고양시청 - 원릉역 - 고양어울림누리 - 덕양구청 - 화정역 - 롯데마트 고양점 - 고양경찰서 - 행신동 - 가라뫼 - 행주대교 - 개화역 - 개화산역 - 김포국제공항 - 송정역 (2013년 11월 1일 서울여객으로 양도)
- ● 770번 교하동 - 운정신도시 - 일산가구공단 - 동해운수 - 국립암센터 - 백석역 - 고양경찰서 - 행신동 - 화전 - 수색역 - 연세대학교 - 지하 신촌역 일반좌석버스 (2003년 11월 9일 ~ 2007년 9월 30일) (이후 773번 일반좌석버스로 통합) (2009년 11월 1일부터 명성 77번 일반좌석버스가 770번으로 번호변경으로 무관한 노선임)
- ● 777번: 다율동 - 교하읍 - 운정신도시 - 일산가구공단, 탄현큰마을 입구 - 탄현역 - 이마트 덕이점 - 일산역 - 일산3동 행정복지센터 - 밤가시마을 - 저동고등학교 - 국립암센터 - 정발고등학교 - 마두1동 주민센터 - 알미공원 - 백석역 - 백석동 - 대곡역 - 고양경찰서 - 행신초등학교 - 행신동 - 서정마을 - 항공대학교 입구 - 덕은교 - 수색역 - 디지털미디어시티역 - 북가좌동삼거리 - 북가좌 요진 APT - 모래내시장, 가좌역 - 서대문우체국 - 연세대학교앞 - 신촌기차역 - 지하 신촌역 (2011년 4월 27일 ~ 2012년 6월 15일)

직행좌석버스
- ● 200번 (교하사업소): 교하동 - 오도동 - 교하지구 - 덕이동 - 농수산물센터 - 예비군훈련장 - 대화역 - 문촌마을 - 주엽역 - 강선마을 - 일산경찰서 - 일산동구청 - 마두역 - 호수마을 - 알미공원 - 백석역 - 백석동 - 일산 나들목 - 수도권제1순환고속도로 - 자유로 나들목 - 자유로, 강변북로 - 합정역 - 홍대입구역
- ● 909번: 문산타워, 구문산터미널 - 문산역 - 파주역 - 월롱역 - 금촌역 - 금촌택지지구 - 말레이지아교 - 봉일천시장 - 장곡검문소 - 희망양로원 - 내유동 - 관산동 주민센터 - 필리핀참전비 - 삼송역 - 지축역 - 구파발역 - 연신내역 - 불광역 - 녹번역 - 홍제역 - 무악재역 - 독립문역 - 서대문역 - 광화문역 - 시청역 - 서울역 - 경찰청 (1990년대 ~ 2013년 5월, 2013년 5월 16일 직행좌석버스 9080번 버스와 통합으로 9900번으로 번호변경 후 2013년 8월 10일에 99번 도시형버스로 형간전환)
- ● 2000번: 교하동 - 오도동 - 교하지구 - 운정신도시 - 일산가구공단 - 대화역 - 주엽역 - 강선마을 - 일산동구청 - 마두역 - 대곡역 - 행신동 - 서정마을 - 디지털미디어시티역 - 연세대학교 - 광화문 - 삼성프라자 - 숭례문 (2017년 2월 17일 선진버스로 매각)
- ● 2200번: 맥금동 - 파주성모병원 - 시그네틱스 - 파주프리미엄아울렛 - 이주단지 - 유승 앙브와즈 A - 법흥리 - 영어마을 - 헤이리1게이트 - 자유로 - 파주 출판단지 - 롯데프리미엄아울렛 - 북센정문 - 자유로, 강변북로 - 합정역 - 홍대입구역 (2025년 1월 1일 파주여객 이관)
- ● 2300번: 교하동 - 오도동 - 교하지구 - 운정신도시 - 미래로직통 - 대화역 - 일산백병원 - 자유로, 강변북로 - 합정역(2014년 3월 8일 폐선)
- ● 2500번: 교하동 - 운정신도시 - 교하택지지구 - 롯데프리미엄아울렛 - 이채쇼핑몰 - 자유로 - 자유로 나들목 - 수도권제1순환고속도로 - 김포 나들목 - 개화역 - 김포국제공항 (2014년 3월 8일 폐선)
- ● 3100번: 교하차고지 - 산내마을6.8단지 - 지산중학교.운정행복센터 - 운정고등학교 - 새암공원 - <자유로.강변북로 무정차> - 합정역 - 홍대입구역 (2025년 4월 1일부로 파주여객으로 이관.)
- ● 7500번: 교하동 - 숲속길마을 7단지 - 운정광역보건지소 - 운정행복센터.운정합동주민센터 - 운정역 - 봉일천시장 - 광탄경매시장 - 마장호수흔들다리 (2018년 3월 31일 신설, 2층버스 운행, 주말/공휴일에만 운행) (2025년 1월 1일 폐선)
- ● 7501번: 교하동 - 숲속길마을 7단지 - 운정광역보건지소 - 운정행복센터.운정합동주민센터 - 운정역 - 봉일천시장 - 광탄경매시장 - 마장호수흔들다리 (2018년 5월 5일 ~ 2018년 5월 19일, 주말/공휴일에만 운행)
- ● 7700번: 교하동 - 금촌고속버스정류장 - 문산역 - 적성전통시장 - 감악산 (출렁다리입구) (2017년 10월 14일 신설, 2층버스 운행, 주말/공휴일에만 운행) (2025년 1월 1일 폐선)
- ● 8800번: 금촌차고지 - 금촌역 - 금화초등학교 - 후곡마을4단지 - 봉일천시장 - 구파발역 - 연신내역 - 불광역 - 녹번역 - 광화문역 - 서울역 (2008년 9월 20일 ~ 2010년 9월 25일, 직행좌석버스 9080번으로 노선 변경)
- ● 8880번: 교하동 - 오도동 - 교하택지지구 - 만자고개 - 미래로직통 - 대화역 - 문촌마을 - 주엽역 - 강선마을 - 일산동구청 - 정발산역 - 마두역 - 알미공원 - 백석역 - 고양경찰서 - 행신초등학교 - 행신동 - 서정마을 - 수색로 버스 중앙차로 - 디지털미디어시티역 - 연세대학교 - 광화문역 - 시청역 - 숭례문 - 경찰청 (서울법인 9714번과 공동운행. 2015년 11월 14일 간선급행버스 7111번으로 노선 변경)
- ● 9000번: 금촌차고지 - 금촌역 - 파주시청 - 금촌택지지구 - 교하지구 - 파주출판단지 - 자유로, 강변북로 - 성산대교 / 양화대교 - 당산역, 당산동삼성래미안APT - 당산동 삼환APT, 대우푸르지오, 소방회관 - 영등포시장역 - 영등포역 (2016년 4월 16일 폐지)
- ● 9030번: 교하동 - 오도동 - 교하지구 - 운정신도시 - 자유로, 강변북로 - 성산대교 / 양화대교 - 당산역 - 영등포시장역 - 영등포역 (2025년 1월 1일 파주여객 이관)
- ● 9030-1번: 교하지구 - 파주출판단지 - 자유로, 강변북로 - 성산대교 / 양화대교 - 당산역 - 영등포시장역 - 영등포역 (2016년 4월 16일 신설, 출근 노선) (2025년 1월 1일 파주여객 이관)
- ● 9080번: 금촌차고지 - 금촌역 - 금촌택지지구 - 말레이지아교 - 봉일천시장 - 장곡검문소 - 희망양로원 - 내유동 - 관산동 주민센터 - 필리핀참전비 - 삼송역 - 지축역 - 구파발역 - 연신내역 - 불광역 - 녹번역 - 홍제역 - 무악재역 - 독립문역 - 서대문역 - 광화문역 - 시청역 - 서울역 - 경찰청 (2010년 9월 25일 ~ 2013년 5월, 2013년 5월 16일 직행좌석버스 909번 버스와 통폐합이 되면서 9900번으로 번호변경 후 2013년 8월 10일에 99번 도시형버스로 번호변경 및 형간전환으로 운행)
- ● 9710번: 문산타워, 구문산터미널 - 문산역 - 월롱역 - PX마을 - 봉일천 - 내유동 - 관산동 - 삼송신도시 - 구파발역 - 연신내역 - 불광역 - 녹번역 - 광화문역 - 시청역 - 숭례문 - 경찰청 (2013년 5월 16일 ~ 2015년 10월 30일, 2015년 11월 1일 신일여객에 양도)
- ● 9900번: 금촌차고지 - 금촌역 - 금촌택지지구 - 금릉역 - 봉일천시장 - 관산동 - 삼송역 - 구파발역 - 연신내역 - 불광역 - 녹번역 - 광화문역 - 시청역 - 숭례문 - 경찰청 (2013년 5월 16일 ~ 2013년 8월, 직행좌석버스 909번, 9080번 통합 노선, 2013년 8월 10일에 도시형버스 99번으로 전환)

공항버스
- ● 3200번: 성사고등학교 - 원당주공아파트 - 동양쇼핑 - 화정1동 주민센터 - 화정역 - 고양경찰서 - 능곡역 - 행신동 - 인천국제공항고속도로 - 인천국제공항 (시내버스 면허. 2014년 4월 1일부로 대원고속으로 양도)
- ● A5600번: 문산타워, 구문산터미널 - 월롱역 - 금촌역 - 금촌택지지구 - 운정신도시 - 교하지구 - 롯데프리미엄아울렛 - 자유로 - 자유로 나들목 - 수도권제1순환고속도로 - 노오지 분기점 - 인천국제공항고속도로 - 인천국제공항 (시외버스 면허. 2012년 11월 1일부터 신성운수로 양도운행 후 2014년 4월 1일부터 경기고속으로 양도운행)

시외버스
- ● R3000번: 금촌동 - 금촌택지지구 - 운정신도시 - 일산가구공단 - KINTEX - 일산호수공원 - 마두역 - 백석역 - 일산 나들목 - 수도권제1순환고속도로 - 계양 나들목 - 임학사거리 - 계산역 - 경인교대입구역 - 부평구청역 - 부평역 - 부평 현대아파트 - 인천고등학교 - 인천종합버스터미널 (2012년 11월 1일부터 신성운수로 양도운행 후 2015년 7월 14일부터 대원고속으로 양도운행)
- ● R3700번: 의정부버스터미널 - 의정부지방검찰청 - 경민대학교 - 송추역 - 장흥면 - 육군 제1군단 - 고양동 - 서울특별시 장묘문화센터 - 고양시청 - 덕양구청 - 능곡역 - 행주대교 - 김포국제공항 - 오쇠동 - 오정동 - 부천우편집중국 - 부천 나들목 - 부천시자동차종합검사장- 부평구청역 - 부평역 - 부평 현대아파트 - 석바위 - 인천종합버스터미널 (2012년 11월 1일부터 신성운수로 양도운행 후 2014년 4월 1일부터 경기고속으로 양도운행)
- ● R5000번: 문산타워, 구문산터미널 - 월롱역 - 금촌역 - 운정신도시 - 이마트 덕이점 - 일산시장 - 산들마을 대림APT, 롯데슈퍼 - 일산동부경찰서 - 정발산역 - 마두역 - 백석역 - 일산 나들목 - 서울외곽순환고속도로 - 계양 나들목 - 계산역 - 부천터미널 소풍 (2012년 11월 1일부터 신성운수로 양도운행 후 2015년 7월 14일부터 대원고속으로 양도운행)
- ● R5500번 (시외버스): 적성면 ~ 부천터미널 소풍 (2011년 폐선)
- ● R6000번 (시외버스): 문산타워, 구문산터미널 ~ 여의도 (2009년 ~ 2011년)

정기이용권버스
- ● 파주·서울역선: (1노선: 청석8,9단지 - 숲속길 3,6,7단지 - 중앙공원/2노선: 가람1,4,6단지 - 지산중학교 - 한빛1단지 - 새암공원/3노선: 운정2동행정복지센터 - 가람2,8단지 - 한빛3,4,6,8단지/4노선: 가람11단지 - 해솔 2,5단지 - 산내11단지 - 한울공원 - 한울3.5단지) - <제2자유로, 수색로 ~ 성산로 무정차> - 연세대학교 앞 - 광화문역 - 삼성프라자 (시청역) - 서울역

국토교통부의 광역급행버스
- ● M7154번: 숲속길마을 7단지 - 산내마을 9단지 - 운정고등학교 - 한울마을 2단지 - 새암공원 - <제2자유로 무정차> - 연세대학교 - 이대후문 - 경찰청 - 숭례문 - 시청앞 - 광화문.광화문빌딩 (2021년 6월 19일 신설, 2024년 9월 7일부로 파주여객으로 이관)
- ● M7426번: 가람 3, 4, 6단지 - 한길육교 - 한빛 5단지 - 한빛 4, 8단지 - 한빛 3, 6단지 - 한울 2단지 - 새암공원 (임시정차) - 자유로 - 강변북로 - 한남대교 - 신사역 - 논현역 - 신논현역 - 강남역 - 뱅뱅사거리 - 양재역 (2013년 12월 23일 신설, 2014년 5월 24일부터 파주여객으로 양도운행.)
- ● M7625번: 가람 3, 4, 6단지 - 한길육교 - 운정행복센터 - 해솔 2, 5단지 - 산내 11단지 - 산내 10단지 - 새암공원 (임시정차) - 자유로 - 성산대교 - 양화대교 - 당산역 - 국회의사당역 - 증권거래소 -KBS별관 - 지적공사 - 여의도역 (2013년 12월 23일 신설, 2014년 5월 24일부터 파주여객으로 양도운행.)

## 보유 차량

#### 현대자동차
- 현대 카운티
- 현대 그린시티
- 현대 뉴 슈퍼 에어로시티
- 현대 저상 뉴 슈퍼 에어로시티
- 현대 유니시티
- 현대 유니버스 스페이스 엘레강스
- 현대 뉴 프리미엄 유니버스 엘레강스
- 현대 뉴 프리미엄 유니버스 럭셔리
- 현대 뉴 프리미엄 유니버스 프라임

#### CRRC중국중차
- CRRC 그린웨이 1100

#### 하이거 버스
- 하이거 하이퍼스

#### 스카이웰
- 스카이웰 리오네

#### 볼보버스
- 볼보 B8RLE

## 본점 및 지점 현황
- 본점: 경기도 파주시 교하로 1358 (교하동)
- 진관지점: 서울특별시 은평구 통일로 1190 (진관동)

## 갤러리

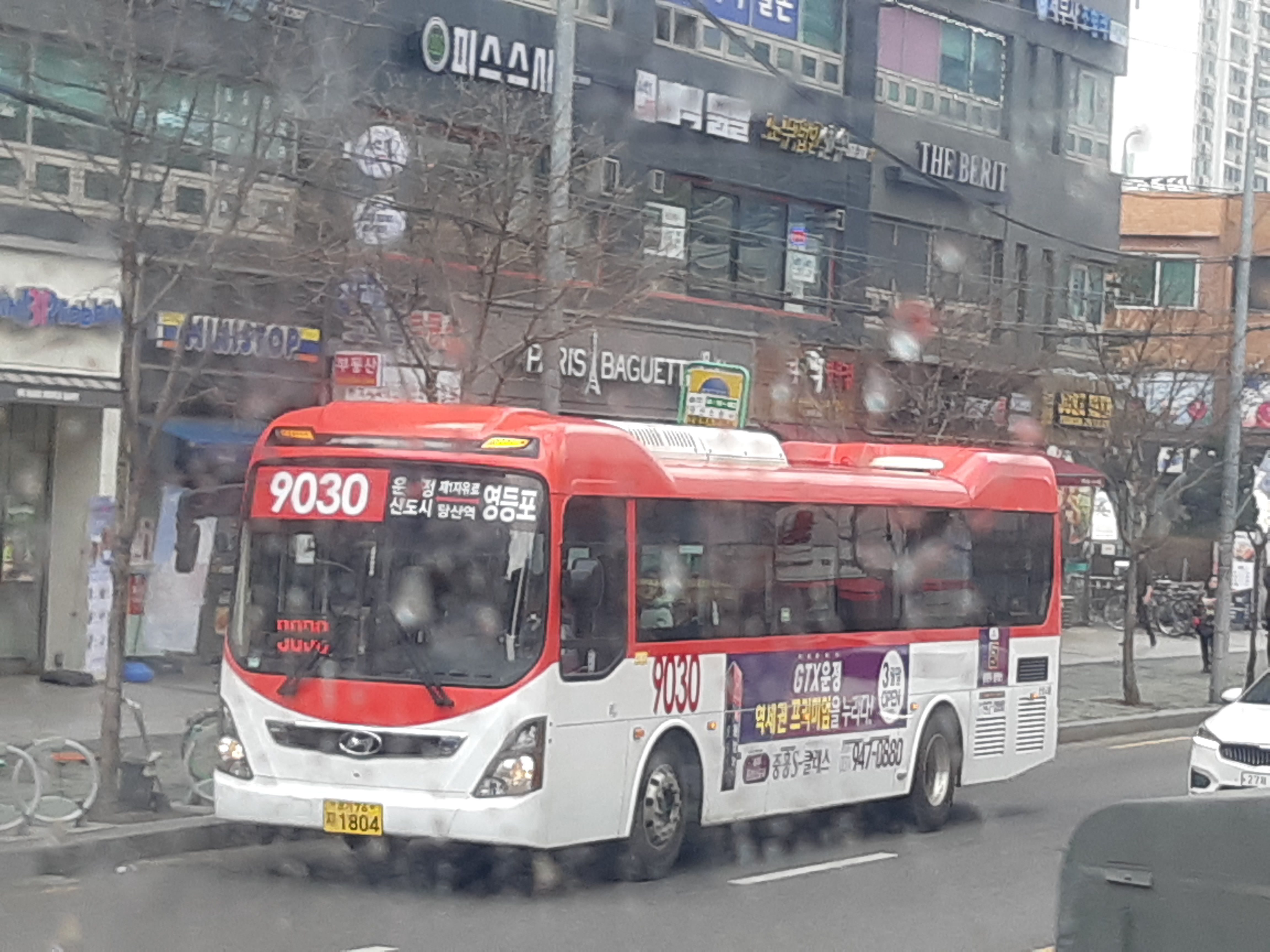
파주시내버스 9030번